# Elecciones generales de Bolivia de 1960
Las elecciones generales de 1960 fueron realizadas el Domingo 5 de junio de 1960, resultando vencedor Víctor Paz Estenssoro en la elección presidencial con un 74% de los votos. En la elección parlamentaria el MNR retuvo su amplia mayoría en el Congreso.

## Resultados
|                                 |                                           |                                        |           |        |          |         |         |          |         |         |
| Candidato                       | Candidato                                 | Partido                                | Votos     | %      | Escaños  | Escaños | Escaños | Escaños  | Escaños | Escaños |
| Candidato                       | Candidato                                 | Partido                                | Votos     | %      | Cámara   | Cámara  | Cámara  | Senado   | Senado  | Senado  |
| Candidato                       | Candidato                                 | Partido                                | Votos     | %      | Elegidos | Total   | +/–     | Elegidos | Total   | +/–     |
|                                 | Víctor Paz Estenssoro Juan Lechín Oquendo | Movimiento Nacionalista Revolucionario | 735 619   | 76,10  | 32       | 51      | –14     | 6        | 18      | 0       |
|                                 | Walter Guevara Arze Jorge Ríos Gamarra    | Partido Revolucionario Auténtico       | 139 713   | 14,45  | 1        | 14      | Nuevo   | 0        | 0       | Nuevo   |
|                                 | Mario Gutiérrez Gutiérrez Antonio Arze    | Falange Socialista Boliviana           | 78 963    | 8,17   | 1        | 3       | 0       | 0        | 0       | 0       |
|                                 | Víctor Paz Estenssoro Juan Lechín Oquendo | Partido Comunista de Bolivia           | 10 934    | 1,13   | 0        | 0       | 0       | 0        | 0       | 0       |
|                                 | Hugo Gonzáles Moscoso Fernando Bravo      | Partido Obrero Revolucionario          | 1420      | 0,15   | 0        | 0       | 0       | 0        | 0       | 0       |
| Votos válidos                   | Votos válidos                             |                                        | 966 649   | 73,36  |          |         |         |          |         |         |
| Votos en blanco                 | Votos en blanco                           |                                        | 9 157     | 0,93   |          |         |         |          |         |         |
| Votos nulos                     | Votos nulos                               |                                        | 11 924    | 1,21   |          |         |         |          |         |         |
| Total de votos emitidos         | Total de votos emitidos                   |                                        | 987 730   | 75,98  | 34       | 68      | 0       | 6        | 18      | 0       |
| Inscritos                       | Inscritos                                 |                                        | 1 300 000 | 100,00 |          |         |         |          |         |         |
| Abstención                      | Abstención                                |                                        | 312 270   | 24,02  |          |         |         |          |         |         |
| Fuente: Hofmeister y Bamberger. |                                           |                                        |           |        |          |         |         |          |         |         |